# Ruben Kruger
Ruben Jacobus Kruger (Provincia del Estado Libre, 30 de marzo de 1970 — Pretoria, 27 de enero de 2010) fue un jugador sudafricano de rugby que se desempeñó como ala.

## Biografía
Fue nombrado mejor jugador de su país del año 1995 por la South African Rugby Union y en 1999 una grave lesión en la rodilla lo obligó a retirarse con 29 años. Luego de su retiro abrió una tienda de fotografía en Pretoria donde trabajó hasta su muerte.
Falleció luego de luchar 10 años con cáncer cerebral, dos meses antes de cumplir cuarenta años.

## Selección nacional
Debutó con los Springboks por primera vez en 1993 y jugó con ellos hasta su retiro. En total disputó 36 partidos y marcó siete tries (35 puntos).

### Participaciones en Copas del Mundo
Kruger participó de dos Copas Mundiales: triunfo en Sudafrica 1995 donde marcó un try ante Les Bleus en semifinales y mejor tercero en Gales 1999.
| Mundial                       | Sede      | Resultado     | PJ | Tries |
| ----------------------------- | --------- | ------------- | -- | ----- |
| Copa Mundial de Rugby de 1995 | Sudáfrica | Campeón       | 5  | 1     |
| Copa Mundial de Rugby de 1999 | Gales     | Tercer puesto | 2  | 0     |

## Palmarés
- Campeón del Rugby Championship de 1998.
- Campeón de la Currie Cup de 1993, 1994 y 1999.